# San Pedro Tulapan
San Pedro Tulapan är en ort i Mexiko.   Den ligger i kommunen San Juan Evangelista och delstaten Veracruz, i den sydöstra delen av landet, 400 km öster om huvudstaden Mexico City. San Pedro Tulapan ligger 83 meter över havet och antalet invånare är 174.
Terrängen runt San Pedro Tulapan är platt. Runt San Pedro Tulapan är det ganska tätbefolkat, med 60 invånare per kvadratkilometer. Närmaste större samhälle är Estación Juanita, 9,9 km öster om San Pedro Tulapan. Omgivningarna runt San Pedro Tulapan är en mosaik av jordbruksmark och naturlig växtlighet.